# Uvarovita

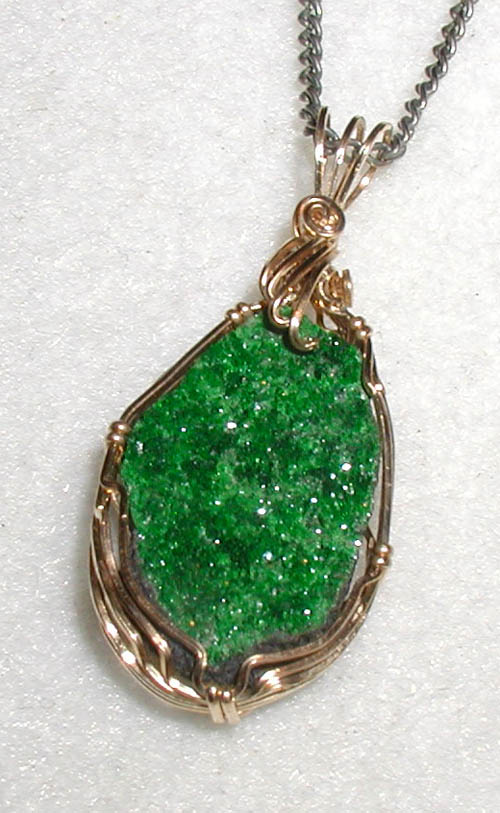
Penjoll fet d'uvarovita

La uvarovita és una espècie mineral que pertany al grup dels granats. La seva fórmula és: Ca₃Cr₂(SiO₄)₃. Va ser descoberta l'any 1832 per Germain Henri Hess, qui la va anomenar així pel compte Sergei Semenovitch Uvarov (1765–1855), un col·leccionista amateur de minerals.
La uvarovita és un dels granats més rars, i és dels pocs que presenta color verd. Se sol trobar ben cristal·litzat en cristalls de mida relativament petita.
Es troba associat amb menes de crom a Espanya, Rússia i el Quebec. També es troba a Finlàndia, Noruega i Sud-àfrica.